# Cosetta (film 1927)
Cosetta (It) è un film muto del 1927 diretto da Clarence G. Badger e da Josef von Sternberg (non accreditato). È stato trasmesso in televisione col titolo Quel certo non so che.

## Trama
Betty Lou, ragazza di umile provenienza sociale, vive in un quartiere popolare assieme all'amica Molly, ragazza madre. Betty lavora come commessa al Waltham Department Store, dove si innamora del suo nuovo boss, Cyrus Waltham, figlio del proprietario del grande magazzino, sul quale ha messo gli occhi anche la ricca e algida Adela.
Un giorno Betty è notata da Monty, amico di Cyrus, che ritiene che la ragazza possieda l'it, quel certo non so che che fa innamorare gli altri. Monty invita la ragazza a cena e lei accetta, a patto di andare al Ritz dove sa che Cyrus passerà la serata. Presentatasi con un abito da sera confezionato in tutta fretta, Betty passa il tempo a guardare Cyrus e alla fine viene notata da lui, che ne resta affascinato. I due familiarizzano brevemente, con scorno di Monty.
Con sua sorpresa, il giorno dopo Betty viene riconosciuta da Cyrus che la invita a uscire. I due vanno sulla spiaggia, poi al luna park. Quando poi lui la riaccompagna a casa la bacia e... si prende un bel ceffone! Ma Betty è raggiante.
Intanto, Molly è in difficoltà. Due assistenti sociali vogliono toglierle il bambino perché non ha i soldi per mantenerlo. Betty accorre per aiutarla e, per chiudere il caso, dichiara che il piccolo è suo (con sconcerto di Monty che assiste alla scena) e che può mantenerlo perché ha un impiego.
Cyrus vuol riparare alla brutta figura della sera prima e scrive un biglietto a Betty. Ma proprio in quel momento irrompono le assistenti sociali per indagare sul lavoro della ragazza. Così Cyrus apprende che lei 'ha un figlio'; e se ne dispera.
Quando si incontrano di nuovo, Cyrus è freddo e scostante e Betty non sa farsene una ragione (ignora che lui è convinto che lei abbia un figlio). Cyrus la ama e giunge persino a confessarlo; ma si trattiene dall'abbracciarla, un po' perché sa che questa sua passione non può avere futuro, un po' perché sospetta che Betty sia solo una gold digger. Quando dunque le offre dei regali e dei gioielli, lei a sua volta fraintende il gesto, pensando che lui la voglia mantenere come amante; e se ne va in lacrime.
Betty si licenzia. Un giorno Monty, davvero innamorato di lei e pronto a 'passar sopra' la sua maternità, va a trovarla a casa. Lei divertita gli rivela la verità sul bambino. A quel punto però Betty si rende conto che anche Cyrus pensava che lei avesse un bambino! Vorrebbe correre a chiarire le cose; ma il pensiero che lui non le abbia neanche concesso il beneficio del dubbio, chiedendole direttamente come stavano le cose, la indispettisce. Decide dunque di vendicarsi: lo raggiungerà, lo farà ingelosire al punto da costringerlo a dichiararsi e solo dopo gli rivelerà la verità.
Betty appare dunque a sorpresa a bordo dello yacht di Cyrus, assieme al riluttante Monty del quale si finge una fiamma agli occhi degli altri ospiti, tra cui Adela. Cyrus prende la sorpresa con un mix di irritazione ed eccitazione. Durante la navigazione Cyrus si sente sempre più attratto da Betty e alla fine si dichiara nuovamente, chiedendole di sposarlo. Betty, come si era ripromessa, lo rifiuta, ridendogli in faccia! Poi però va a piangere sulla spalla di Monty che, finalmente, si decide a rivelare tutto all'amico.
Proprio mentre Cyrus sta andando da Betty a chiarire tutto, l'imbarcazione ha un incidente e la fidanzata ufficiale di Cyrus, Adela, cade in mare. Betty si getta in acqua per salvarla e Cyrus la segue. Finalmente i due, abbarbicati all'ancora, si abbracciano e si baciano.

## Produzione
Il film fu prodotto dalla famosa scrittrice Elinor Glyn, autrice del libro da cui è tratta la sceneggiatura e dallo stesso regista, associati a B.P. Schulberg per la Famous Players-Lasky Corporation e la Paramount Pictures. Il film venne girato dal 7 ottobre al 6 novembre 1926.

## Distribuzione
Il copyright del film, richiesto dalla Famous Players-Lasky Corporation, fu registrato il 19 febbraio 1927 con il numero LP23686.
Distribuito dalla Paramount Pictures, il film uscì nelle sale cinematografiche degli Stati Uniti il 15 febbraio 1927. Copia del film (duplicato positivo a 35 mm) è stato presentato negli ultimi anni in diversi festival internazionali.

### Date di uscita
- 15 febbraio 1927 negli Stati Uniti (It) (riedizione nel 1978)
- 26 settembre in Finlandia (Jokin)
- 16 aprile 1928 in Portogallo  (Aquilo)
- 8 febbraio 2007 in Germania (Das gewisse Etwas) (Berlin International Film Festival)
- 17 settembre 2009 in Canada (Toronto International Film Festival)
- 31 gennaio 2010 in Norvegia (Det Evig Lokkende) (riedizione)

### Conservazione
Copia completa della pellicola si trova conservata negli archivi del George Eastman House di Rochester, della Biblioteca del Congresso di Washington, del BFI/National Film And Television Archive di Londra, dell'UCLA Film And Television Archive di Los Angeles, dell'Academy Film Archive di Beverly Hills, della Cinemateket-Svenska Filminstitutet di Stoccolma.

### Edizioni home video
Il 2 marzo 2004, la Milestone Film and Video lo ha distribuito in DVD negli Stati Uniti in una versione di 77 minuti.